# Erik Gierdzlovius
Erik Gierdzlovius, född 1681, död 11 september 1742, var en svensk borgmästare, riksdagsledamot och politiker.

## Biografi
Erik Gierdzlovius föddes 1681. Han var son till kyrkoherden Petrus Gierdzlovius i Gärdslösa församling. Gierdzlovius blev 1699 student vid Uppsala universitet och arbetade från 1725 som borgmästare i Gävle. Han var riksdagsman för borgarståndet vid riksdagen 1740–1741. Gierdzlovius avled 1742.